# Alpsee

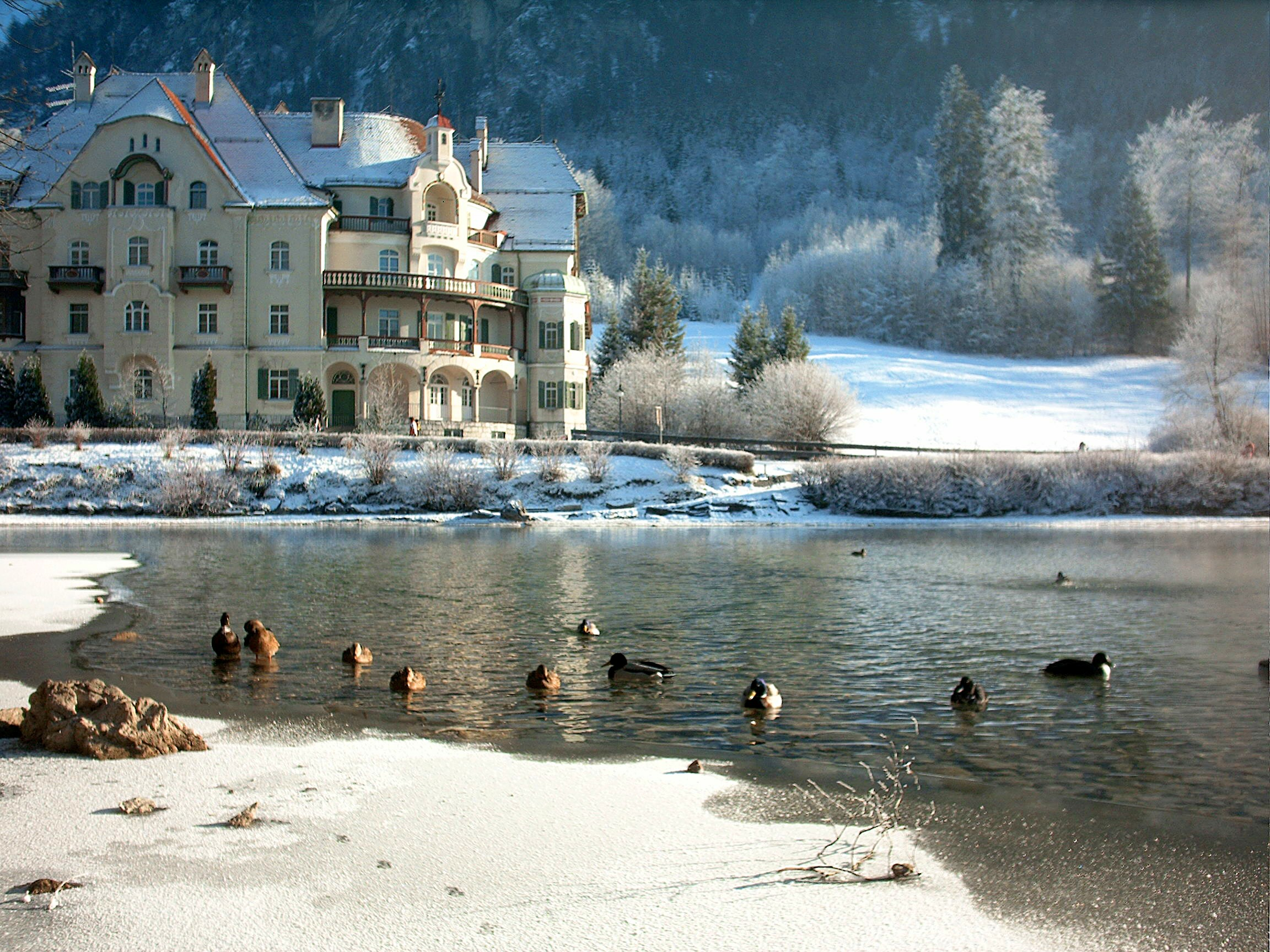
Một khách sạn vào ngày Noel 2006

Alpsee là một hồ ở huyện Ostallgäu, Bayern, Đức, cách Füssen 4 km về phía đông nam. Nó nằm dưới chân lâu đài Hohenschwangau và gần lâu đài Neuschwanstein.
Hồ này bề rộng chỉ có 5 km và có độ sâu tới 62 m. Nó thường được du khách viếng thăm vì phong cảnh và gần lâu đài Neuschwanstein và lâu đài Hohenschwangau. Người ta có thể mướn ghe để chèo thuyền và có nhiều đường đi núi gần đó. Có cả đường đi vòng quanh hồ, và "Fürstenstrasse" (Đường hoàng thân) dẫn từ lâu đài Hohenschwangau băng qua núi Schwarzenberg xuống Pinswang ở thung lũng Lechtal.